# Sonnenstein (menhir)
Pour les articles homonymes, voir Sonnenstein.

La Sonnenstein de Beckstedt représentée sur le blason de Colnrade.

On appelle Sonnenstein trois pierres dressées trouvées en Basse-Saxe, en Allemagne : Beckstedt près de Colnrade, Harpstedt et Horsten près de Friedeburg. Elles datent probablement de l'Âge du bronze. Les pierres présentent des pétroglyphes, des cercles concentriques sur une face autour d'un centre creux.

## Analyse
Des pierres semblables se trouvent en Irlande, en Angleterre et en Écosse. En 2000, on exhuma une pierre haute de 1,05 m de haut avec quatre cercles concentriques près des cercles de Knowlton, dans le Dorset, en Angleterre. Ce modèle est aussi présent sur le grooved ware du henge de Wyke Down. Il ressemble aussi à des gravures rupestres en Scandinavie.
On pense que les Sonnensteins datent de l'Âge du bronze. L'archéologue Walther Nowothnig établit en 1956 une comparaison entre la Sonnenstein de Beckstedt et une pierre triangulaire de Cairnholy, en Écosse, et conclut qu'elles sont de l'Âge du bronze. Cette affirmation s'appuie sur le fait que cette pierre écossaise est semblable à la paroi d'une chambre mégalithique funéraire. Un exemplaire avec neuf anneaux est à 5 km à l'est de Drumcarbit, dans le Comté de Donegal, en Irlande.
Une ciste, à Illmitz, en Autriche, relevée en 1932, a un couvercle de calcaire de la montagne de la Leitha orné de cinq cercles et d'un petit trou comme un Seelenloch.
On ne sait pas ce que représentent les cercles. Les Sonnensteins sont faits de blocs erratiques déposés lors de la glaciation de Riss. Comme aucune autre Sonnenstein n'a été trouvée en Allemagne, on suppose qu'elles ont été faites par un seul tailleur de pierre de l'Âge du bronze. Les cercles concentriques en tant que pétroglyphe sont le principal motif des cupules en Grande-Bretagne.